# Zámoly, Fejér
Zámoly  este un sat în districtul Székesfehérvár, județul Fejér, Ungaria, având o populație de 2.247 de locuitori (2011). 

## Demografie
Componența etnică a satului Zámoly
     Maghiari (98,05%)
     Necunoscut (0,51%)
     Alții (1,43%)
Componența confesională a satului Zámoly
     Romano-catolici (33,02%)
     Fără religie (21,41%)
     Reformați (18,11%)
     Necunoscută (26,57%)
     Alte religii (2,71%)
Conform recensământului din 2011, satul Zámoly avea 2.247 de locuitori. Din punct de vedere etnic, majoritatea locuitorilor (98,05%) erau maghiari. Apartenența etnică nu este cunoscută în cazul a 0,51% din locuitori. Nu există o religie majoritară, locuitorii fiind romano-catolici (33,02%), persoane fără religie (21,41%) și reformați (18,11%). Pentru 26,57% din locuitori nu este cunoscută apartenența confesională.